# Koto

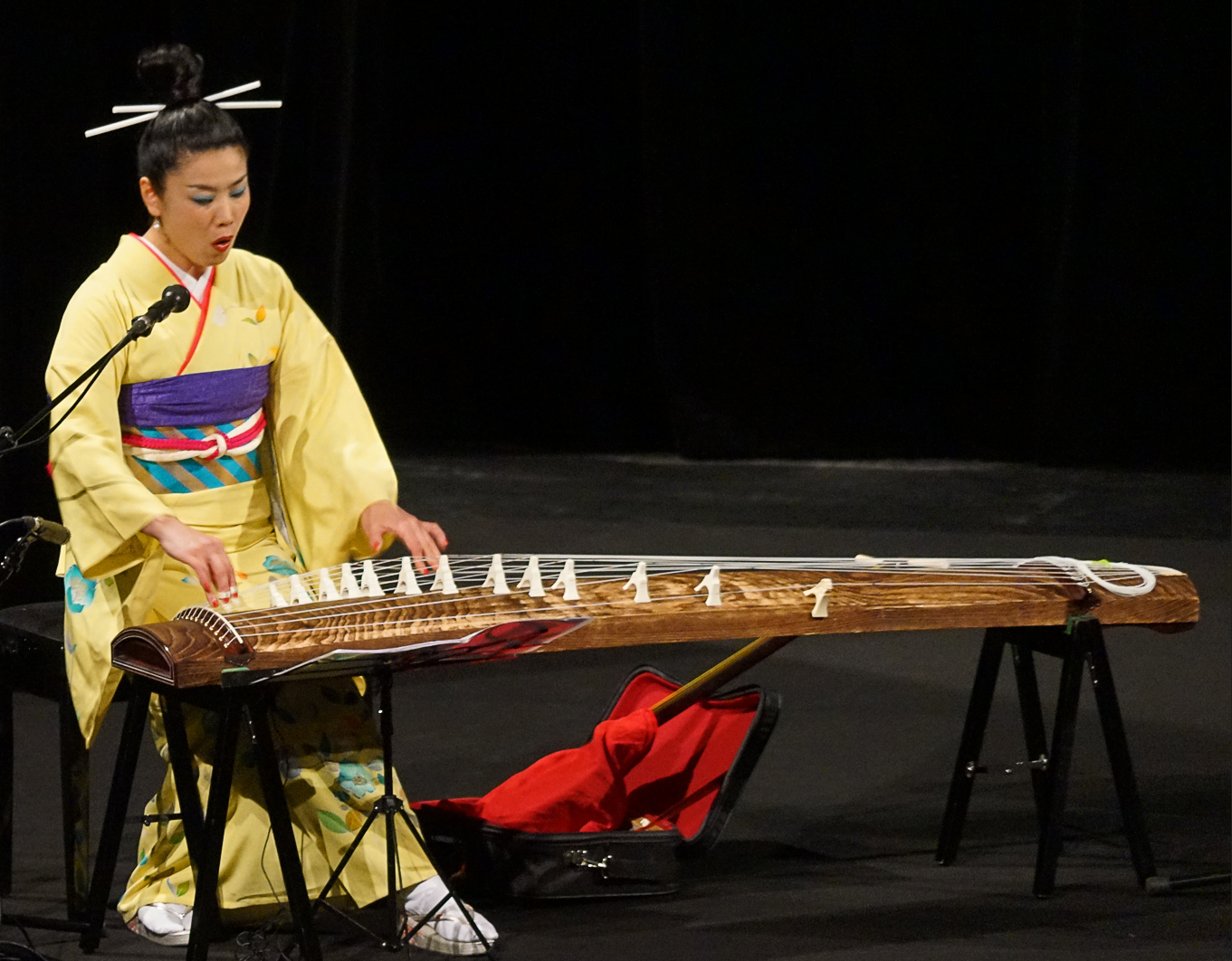
Koto

Koto (japonsky: 箏) je japonský strunný hudební nástroj. Je odvozený od čínského ku-čengu a podobá se nástrojům jako je yatga (Mongolsko) a kajagum (Korea).

## Vzhled
Koto je široké zhruba 180cm a vyrábí se ze dřeva pavlovnie. Po celé šířce nástroje je přes pohyblivé kobylky napnuto třináct strun, na které se hraje palcem, ukazováčkem a prostředníkem. Je možné použít trsátka (cume), vyráběná ze slonoviny, která se navlékají na prsty. Existují také varianty kota se 17, 20, 21 a 25 strunami. Nástroj se ladí změnou pozice kobylek (dži, 柱, kotodži, 筝柱).

## Historie
Předchůdcem kota je čínský guženg, který se do Japonska dostal v 7. a 8. století. Koto tak patří mezi citery, podobně jako korejský kajagum nebo vietnamský dan tranh. Ve středověku se využívalo při rituálech v chrámech a svatyních, poté si jej oblíbili na císařském dvoře. Hrou na koto se proslavili Jacuhaši Kengjó (八橋 検校, 1614–1685) nebo Mičio Mijagi (宮城 道雄, 1894–1956), z novodobých umělců například Ronnie Montrose, Yusef Lateef nebo hudební skupina Rin'.